# Microregione di Jeremoabo
Jeremoabo è una microregione dello Stato di Bahia in Brasile, appartenente alla mesoregione di Nordeste Baiano.

## Comuni
Comprende 5 municipi:
- Coronel João Sá
- Jeremoabo
- Pedro Alexandre
- Santa Brígida
- Sítio do Quinto